# Kanton Colmar-Nord

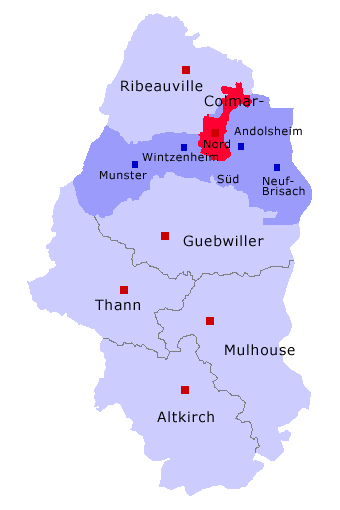
Lage des Kantons Colmar-Nord im Arrondissement Colmar und im Département Haut-Rhin

Der Kanton Colmar-Nord war von 1958 bis 2015 ein französischer Wahlkreis im Arrondissement Colmar, im Département Haut-Rhin und in der Region Elsass. Der Kanton bestand aus einem Teil der Stadt Colmar (Colmar war in zwei Kantone unterteilt, hier handelt es sich um den weniger bevölkerungsstarken Teil der Stadt. Zum anderen Kanton gehörte eine weitere Gemeinde).
Am 22. März 2015 wurde der Kanton aufgelöst.